# Shalë
Shalë (t. Shala) – rzeka w północnej Albanii, prawy dopływ Drinu w zlewisku Morza Adriatyckiego. Długość – 35 km, powierzchnia zlewni – 269 km², średni przepływ – 33,7 m³/s.
Shalë wypływa na wysokości około 950 m n.p.m. w głębokiej dolinie dzielącej szczyty Maja Radohimës (2568 m n.p.m.), Maja e Popljuces (2578 m n.p.m.) i Maja Jezercës (2694 m n.p.m.) w centralnej części Gór Północnoalbańskich. W początkowym odcinku nosi nazwę Theth. Płynie na południe i koło wsi Majën e Radohinës na wysokości 175 m n.p.m. uchodzi do zbiornika wodnego Koman na Drinie. Na całej długości rzeka górska, płynąca wąską V-kształtną doliną. W szerszych odcinkach doliny leżą wsie Theth i Nicaj-Shala. Mała elektrownia wodna koło Theth, warunki do kajakarstwa ekstremalnego.